# Antoine Longoudé
Antoine Longoudé (geb. 22. August 1962) ist ein zentralafrikanischer Boxer. Er trat bei den Olympischen Sommerspielen 1984 in Los Angeles an. Im Wettbewerb Weltergewicht wurde er von dem Rumänen Rudel Obreja in der ersten Runde besiegt. Er kam damit auf Platz 32.